# Seymour (Iowa)
Seymour és una població dels Estats Units a l'estat d'Iowa. Segons el cens del 2000 tenia 810 habitants.

## Demografia
Segons el cens del 2000, Seymour tenia 810 habitants, 336 habitatges, i 219 famílies. La densitat de població era de 133,1 habitants/km².
Dels 336 habitatges en un 27,1% hi vivien nens de menys de 18 anys, en un 53,3% hi vivien parelles casades, en un 8,9% dones solteres, i en un 34,8% no eren unitats familiars. En el 31,5% dels habitatges hi vivien persones soles el 17,3% de les quals corresponia a persones de 65 anys o més que vivien soles. El nombre mitjà de persones vivint en cada habitatge era de 2,3 i el nombre mitjà de persones que vivien en cada família era de 2,89.
Per edats la població es repartia de la següent manera: un 23% tenia menys de 18 anys, un 6,4% entre 18 i 24, un 24,9% entre 25 i 44, un 20,9% de 45 a 60 i un 24,8% 65 anys o més.
L'edat mediana era de 42 anys. Per cada 100 dones de 18 o més anys hi havia 90,8 homes.
La renda mediana per habitatge era de 26.172 $ i la renda mediana per família de 32.692 $. Els homes tenien una renda mediana de 24.531 $ mentre que les dones 20.833 $. La renda per capita de la població era de 13.581 $. Entorn del 12,7% de les famílies i el 22% de la població estaven per davall del llindar de pobresa.

## Poblacions més properes
El següent diagrama mostra les poblacions més properes.